# خطوط شانغهاي الجوية
خطوط شانغهاي الجوية (بالصينية: 上海航空公司) هي شركة طيران صينية خاصة، يقع مقرها الرئيسي في مدينة شانغهاي، وتتخذ من مطار شانغهاي بودونغ الدولي ومطار شانغهاي هونغتشياو الدولي مركزين لعملياتها، تأسست سنة 1985، وتقدم خدماتها لأكثر من 70 وجهة حول العالم، وتعد الشركة عضو في تحالف ستار.

## الوجهات
تمتلك شركة خطوط شانغهاي شبكة محلية كبيرة مشتركة مع الشركة الأم خطوط شرق الصين الجوية. تخدم شركة الطيران أكثر من 140 وجهة محلية ودولية إلى أكثر من 60 مدينة كبيرة ومتوسطة الحجم في بر الصين الرئيسي وخارجها. تركز رحلاتها الدولية على هونغ كونغ وماكاو وتايوان واليابان وكوريا الجنوبية وإندونيسيا وسنغافورة وتايلاند.

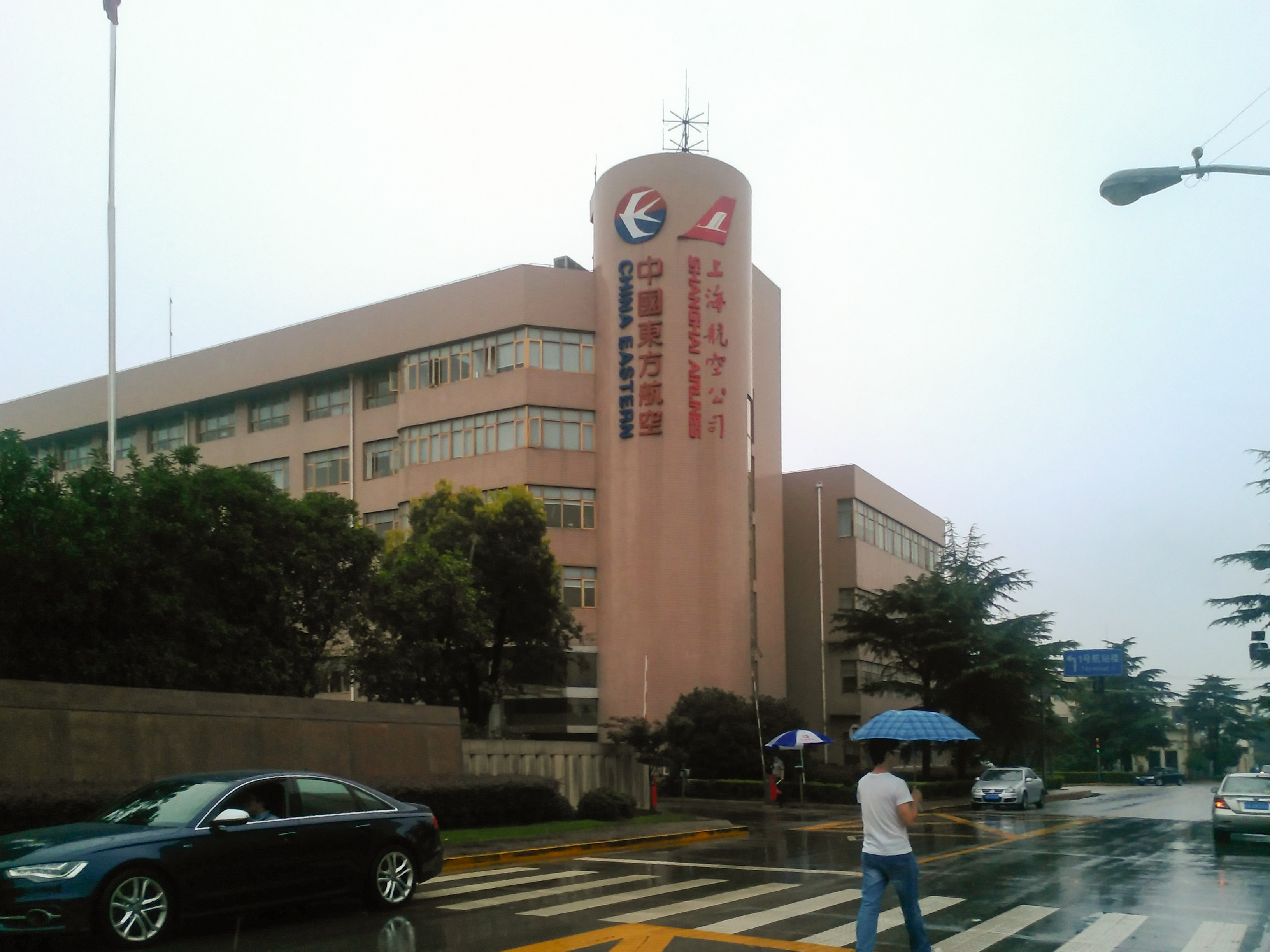
المقر الحالي لخطوط شنغهاي الجوية في مطار شنغهاي هونغكياو الدولي، مشترك مع شركة خطوط شرق الصين الجوية.

### اتفاقيات الرمز المشترك
لدى خطوط شانغهاي الجوية اتفاقيات الرمز المشترك مع الشركات التالية:
- الخطوط الجوية الصينية
- خطوط شرق الصين الجوية
- خطوط دلتا الجوية
- خطوط هونغ كونغ الجوية
- كوريا للطيران

## الأسطول

### الأسطول الحالي

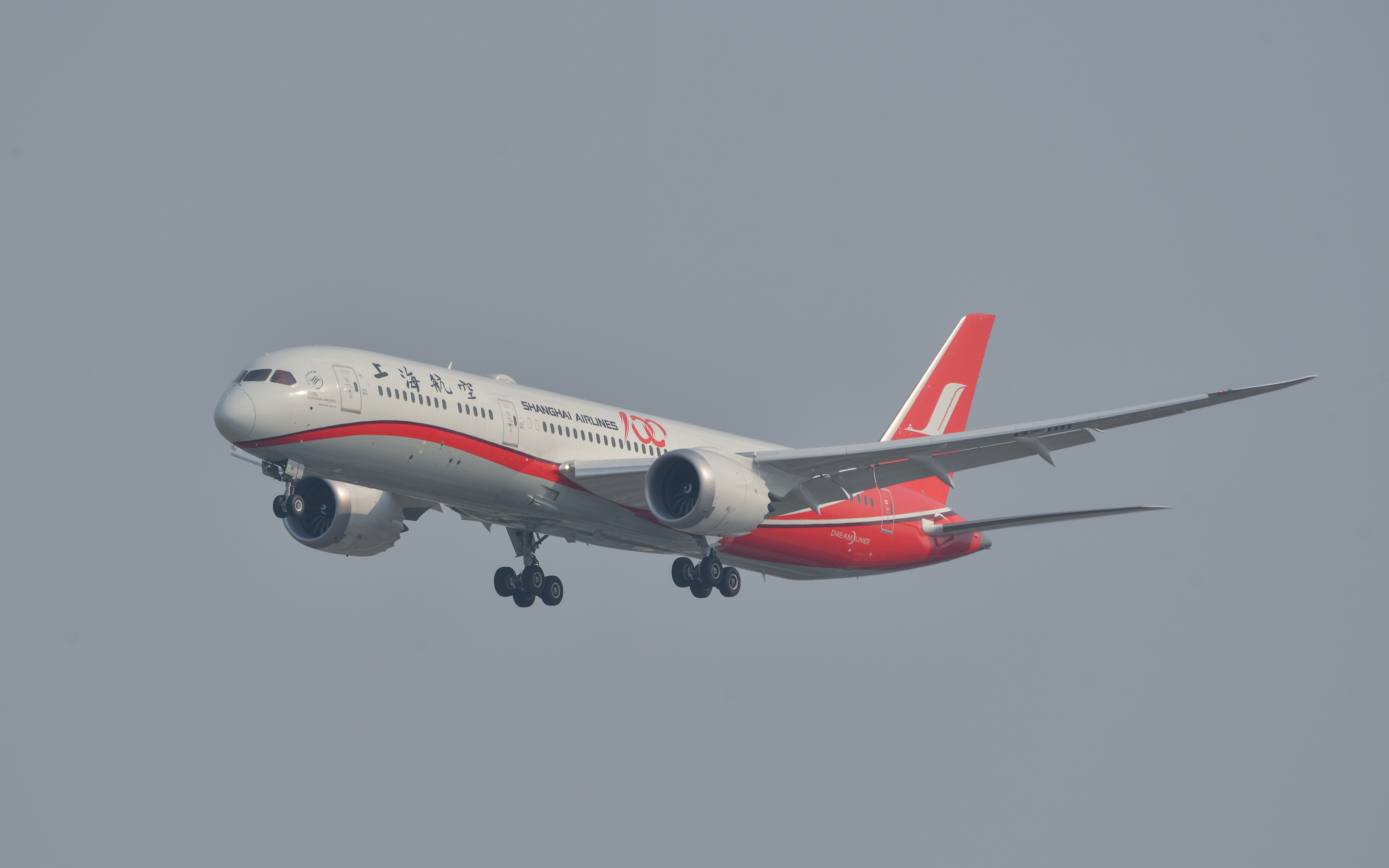
طائرة بوينغ 787 تابعة للشركة

اعتبارًا من يونيو 2022، تشغل خطوط شانغهاي الطائرات التالية:

### الأسطول التاريخي

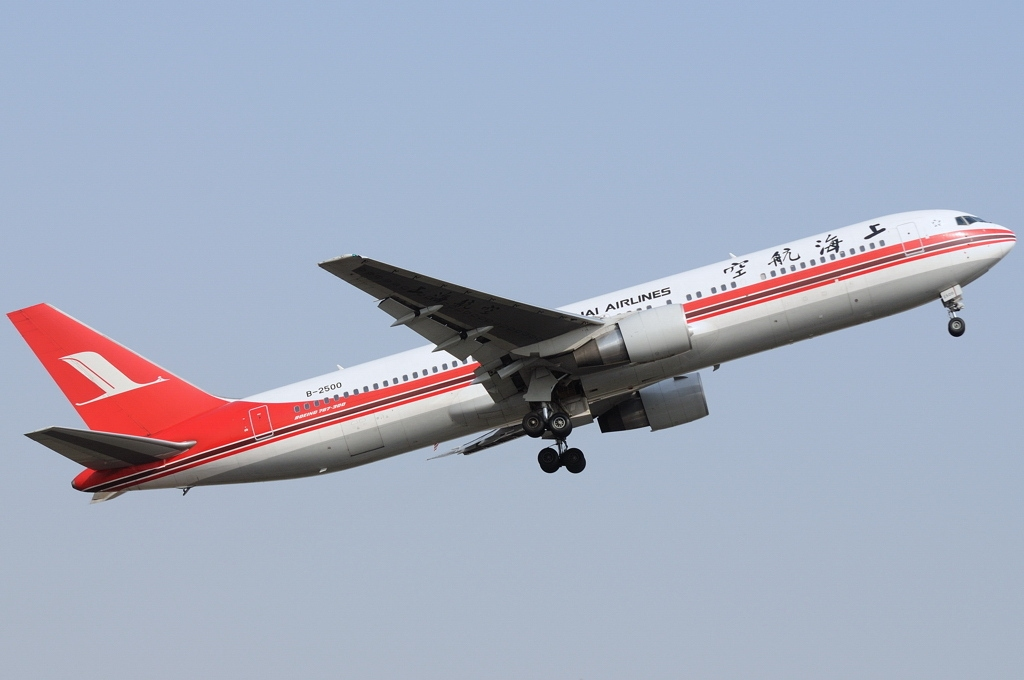
طائرة بوينغ 767 تابعة للشركة

شغلت خطوط شانغهاي الشركات التالية:

## وصلات خارجية
- الموقع الرسمي للشركة نسخة محفوظة 28 مارس 2010 على موقع واي باك مشين. (بالإنجليزية)
- تفاصيل خطوط شانغهاي الجوية (بالإنجليزية)